# 花ノ木
花ノ木（はなのき）は、埼玉県ふじみ野市の町名。現行行政地名は花ノ木一丁目および二丁目。郵便番号は356-0015。

## 地理
ふじみ野市東部の低地に位置する。国道254号（富士見川越バイパス）や新河岸川が近い。L字型の非常に狭い区域で、おもに住宅地として利用されている。特に2丁目は1世帯2人の1軒だけとなっている。なお、ふじみ野市立花の木中学校は大字中福岡に所在する。

## 歴史

### 沿革
- 1973年（昭和48年）2月7日 - 土地改良事業により[4]、大字中福岡の一部から花ノ木一丁目および二丁目が成立[5]。町名は小字に因む[4]。
- 2005年（平成17年）10月1日　- 入間郡大井町と合併してふじみ野市になり、ふじみ野市の町丁となる。

## 世帯数と人口
2017年（平成29年）10月1日現在の世帯数と人口は以下の通りである。
| 丁目                 | 世帯数 | 人口  |
| -------------------- | ------ | ----- |
| 花ノ木一丁目・二丁目 | 41世帯 | 118人 |

## 小・中学校の学区
市立小・中学校に通う場合、学区（校区）は以下の通りとなる。
| 丁目         | 番地 | 小学校                 | 中学校                   |
| ------------ | ---- | ---------------------- | ------------------------ |
| 花ノ木一丁目 | 全域 | ふじみ野市立福岡小学校 | ふじみ野市立花の木中学校 |
| 花ノ木二丁目 | 全域 | ふじみ野市立福岡小学校 | ふじみ野市立花の木中学校 |

## 施設
- 花の木なかよし保育園